# Bréauté

Bréauté este o comună în departamentul Seine-Maritime, Franța. În 1 ianuarie 2022 avea o populație de 1.363 de locuitori.